# Potóczki György
Potóczki György dr., PhD. (Szentes, 1951 –) egyetemi oktató, főiskolai docens, logisztikai és környezetbiztonsági szakértő, sugárzáskutató

## Életpályája
A Szövetkezetek Országos Szövetségénél kezdődött életútja, majd dolgozott a VOLÁN országos központjaiban, a Magyar Posta Vezérigazgatóságán vezetői beosztásokban.
Alapítója és vezetője volt a Budapesti Kereskedelmi- és Iparkamara Közlekedési Szolgáltató Centrumának.
Érdeklődési köre: közlekedés-logisztikai szektor infrastruktúrái fenntartási-üzemeltetési kérdések, hálózatelmélet, káros sugárzások elleni védelem.

## Doktori értekezése
A Nemzeti Közszolgálati Egyetem Doktori Tanácsa és a Közigazgatás-tudományi Doktori Iskola szervezésében „Postai szolgáltatások biztonsága és a kritikus infrastruktúra védelem korszerű követelményei a postai liberalizáció tükrében” című értekezését védte meg 2015-ben, a Ludovika Campus Hunyadi termében.

## Publikációi
- Terminológiai dilemmák az infrastruktúra és a biztonság fogalma körül I. rész (2014. december 28.) Archiválva 2019. október 14-i dátummal a Wayback Machine-ben
- Helyzetkép a nemzetközi katasztrófavédelmi elvárások hazai teljesítéséről és továbbfejlesztési lehetőségeiről, különös tekintettel az ENSZ, NATO, és EU-tagságunkra
- A logisztikai funkciók szerepe a közigazgatásban Archiválva 2019. október 14-i dátummal a Wayback Machine-ben
- Lakatos Péter, Potóczki György, Szászi Gábor, Németh Gyula, Horváth Zoltán: Logisztika a közszolgálatban. Campus Kiadó, Budapest.[3]

## Díjai, elismerései
- A Budapesti Kereskedelmi és Iparkamara elismerése, BKIK Emlékplakett, 2012